# Vidas Paralelas
Vidas Paralelas (em grego: Βίοι Παράλληλοι, transcrito: Bioi paralleloi) é uma compilação de várias biografias de homens ilustres da Roma Antiga e da Grécia Antiga escritas por Plutarco. A obra, tal como a conhecemos hoje em dia, tem 23 pares de biografias, contendo cada par a biografia de um homem ilustre grego e outro romano. O primeiro par conhecido, Epaminondas - Cipião, o Africano, foi perdido. O seu trabalho foi de elevada importância, não só pela informação sobre os homens da sua época, mas também pelos dados acerca do seu tempo.

### Plutarco entre a Beócia e Roma
Plutarco, nascido em Queroneia, viveu entre 46 e 125 e afirmava ser filho de uma abastada família de proprietários, os Ofeltíades (descendentes do mítico rei tessálico Ofeltias). Tinha pelo menos dois irmãos, Lamprias, que era o mais velho, e Timão, por quem professava especial afeição. Em 65, frequentou a escola platónica de Atenas, onde Amónio de Atenas lhe ensinou ciências e filosofia. Obteve a cidadania ateniense, viajou para Delfos e depois para Alexandria. Confiado a uma missão em Corinto, foi pela primeira vez a Roma, onde ensinou Grego e filosofia moral sob os principados de Vespasiano e, em 79, de Tito. Casou com Babut e estabeleceu-se em Queroneia, onde provavelmente abriu uma escola. Escreveu "Sobre a Fortuna de Alexandre"., os Caminhos de Galbae de Otão. Permaneceu novamente em Roma em 88, e depois por um período mais longo em 92. Adquiriu a cidadania romana e adoptou o gentilice Méstrio, em homenagem ao seu amigo Floro. Nomeado sacerdote de Apolo em Delfos, provavelmente por volta de 85, ocupou este cargo até à sua morte. É provável que também tenha participado nos Mistérios de Elêusis.
| Gregos - Epaminondas - Teseu - Licurgo - Sólon - Temístocles - Péricles - Alcibíades - Timoleonte - Pelópidas - Aristides - Filopemen - Pirro - Lisandro - Címon - Nícias - Eumenes - Agesilau - Alexandre - Focião - Ágis e Cleómenes - Demóstenes - Demétrio - Díon | Romanos - Cipião, o Africano - Rómulo - Numa - Publícola - Camilo - Fábio Máximo - Coriolano - Emílio Paulo - Marcelo - Catão, o Censor - Flaminino - Mário - Sila - Licínio Lúculo - Crasso - Sertório - Pompeu - César - Catão de Útica - Tibério e Caio Graco - Cícero - Marco António - Bruto |

Contém ainda mais 4 biografias sem par: Artaxerxes, Arato, Otão e Galba.